# اردینه
اردینه، روستایی از توابع بخش رودهن شهرستان دماوند در استان تهران ایران است.

## جمعیت
این روستا در دهستان آبعلی قرار دارد و براساس سرشماری مرکز آمار ایران در سال ۱۳۸۵، جمعیت آن ۱۸۹ نفر (۵۳خانوار) بوده‌است. مردم این روستا از قومیت طبری هستند و به زبان طبری دماوندی که گویشی از زبان مازندرانی می باشد صحبت می کنند.